# Cymothales theresae
Cymothales theresae is een insect uit de familie van de mierenleeuwen (Myrmeleontidae), die tot de orde netvleugeligen (Neuroptera) behoort. 
Cymothales theresae is voor het eerst wetenschappelijk beschreven door Lacroix in 1926.